# Can Fontanellas (Piera)
Can Fontanelles és una masia del municipi de Piera a la comarca d'Anoia inclosa a l'Inventari del Patrimoni Arquitectònic de Catalunya.

## Descripció
La casa originària és del segle xvii però el segle xix va ser restaurada per a fer-ne una masia-residència, i va perdre el típic aspecte de casa pairal en l'operació. La decoració interior actual és la del segle xix i s'hi pot apreciar que aleshores havia de ser molt notòria. Tan sols ha estat modificada la façana principal amb l'estucat blanc i les decoracions de les motllures amb motius geomètrics i arabescos i l'acabament amb frontó trencat per incorporar un medalló amb l'any de construcció. A destacar les copes de terracota que coronen la façana.

## Història
El 1691 la casa era habitada per en Pere Fontanellas, i coneguda amb el nom de Mas Robàs. La hisenda havia pertangut al segle xviii a en Bartomeu de Vallbona i Na Magdalena Busquets i Sunyer. El 30 de gener de 1868 compra la casa en Joan Racionero i Monón a Na Josepa Vilaseca i Sagristà, i és a partir de 1871 que comença la restauració de la masia.